# Rêve au coin du feu
Rêve au coin du feu byl francouzský animovaný film z roku 1894. Režisérem byl Émile Reynaud (1844–1918).
Film byl 29 metrů dlouhý a skládal se z 400 ručně malovaných scén a byl promítán pomocí tzv. optického divadla (Théâtre Optique). Jednalo se tak o jednu z prvních prezentací pomocí manipulování s obrázky. Film je tak považován za jeden z prvních animovaných filmů. Premiéru měl 28. října 1894. Film je považován za ztracený.

## Děj
Muž přijde do obývacího pokoje a vyděsí svoji bílou kočku, když odhazuje svůj cylindr a plášť na křeslo. Muž se cítí ustaraně a brzy usne u ohně z krbu. Z ohně vystoupí bytost, která mu promítne celý jeho život. Na konci ho bytost plácne. Muž, který má na sobě klobouk a plášť, se probudí a je připraven utkat se s protivníkem. V místnosti se však objeví jen jeho kočka, která se mu připlazí k nohám.